# Губанова (деревня)
Губанова — деревня в Куртамышском районе Курганской области. Входит в состав Нижнёвского сельсовета.

## История
До 1917 года входила в состав Берёзовской волости Челябинского уезда Оренбургской губернии. По данным на 1926 год состояла из 137 хозяйств. В административном отношении входила в состав Черкасовского сельсовета Звериноголовского района Курганского округа Уральской области.

## Население
| 1989 | 2002 | 2010 |
| ---- | ---- | ---- |
| 58   | ↘23  | ↘15  |

По данным переписи 1926 года в деревне проживало 583 человека (259 мужчин и 324 женщины), в том числе: русские составляли 100 % населения.